# 野イバラ荘園
『野イバラ荘園』（のイバラしょうえん）は、大島弓子による日本の漫画作品、およびそれを中心とした作品集。表題作は『月刊ファニー』（虫プロ商事）1973年9月号に掲載された。
この作品を発表した直後、虫プロ商事が倒産し、原稿料が作者の元にはいらなかった。ただし、作品を描くだけで精力を使い果たしてしまい、また、手塚治虫から原稿料を要求するようなことはしたくないと思い、訴訟沙汰は起こさなかった。そのため、生活に困窮したとも語っている。

## あらすじ
その年の夏、夏期休暇を過ごすための荘園に、るかの年下のいとこ、芙蓉は兄の勉とともにやってきた。彼女はこの荘園を忌み嫌い、去年まではやって来なかったのだが、その艷やかな姿を見て、るかは芙蓉が一段と綺麗になったことに気づかされた。やって来た早々、芙蓉は周囲を引っかき回し、るかの部屋に勝手にはいりこんでるかのことを「末摘花」と呼び、彼女の兄で、片思い中の勉が、るかに劣等感を抱かせないようにするために自分に怖い話をしてこの荘園に来させないようにしていると言い、ベッドシーンはまだかとからかったりした。だが、その翌日、木登りした枝から落ちたるかを心配し、必死にタオルを取りに走った芙蓉の姿を見て、るかは彼女のことを少しだけ見直した。
翌朝、一人だけ起きてこない芙蓉を起こしにいったるかは、芙蓉が泣いているのを目撃する。その日、芙蓉は姿を見せなかった。その次の日、芙蓉は見違えるほど元気になり、逆にるかに勉に積極的にアタックするようにと勧めてきた。しかし、遠くを見つめ、愛する何を捜すかのような勉の目に、彼が自分を求めていないことにるかは気づかされた。
その晩、いとこのゆきに告白された芙蓉は秘密をばらすと脅迫され、芙蓉はいつわりのキスを返した。その足で、芙蓉は眠っている勉のくちびるにキスをした。それらの様子をるかが目撃した次の日、芙蓉は午後の汽車で帰ると言いだした。るかは芙蓉が帰る前にくじを引いて、芙蓉がるかに勉の前で読ませた恋の詩を読むようにと言う。実はそのくじには勉の名前しか書いておらず、そのことを知った芙蓉はるかに抱きつき、雨降りしきる室外へと飛び出してしまった。
勉はるかに、るかの父親が死んだ時、るかの母は荘園を守るべく、その体を何人かの資産家に売ったことがあり、るかと芙蓉は父親違いの姉妹だと告白した。自分そっくりに生まれた芙蓉をるかの母親は嫌がり、勉の両親が芙蓉を引き取ったのだということだった。るかは芙蓉を捜し出したが、芙蓉は、なぜ自分はあなたのおかあさんに似てしまったのか、似ていなければこの荘園で暮らせたのに、と呟いていた。
その時を最後に、芙蓉は東京へ帰り、病弱のからだのまま息をひきとった。しかし、るかには未だに芙蓉が荘園を嫌っていて、東京で暮らしているようにしか思えなかった。

## 登場人物
るか
物語の語り手兼主人公の一人。17歳で荘園の当主。どじでいじけつつも、おおらかな性格。いとこの勉に恋愛感情を抱いている。幼少時に、父親が自分たちを捨てた光景が脳裏に焼きついている。そばかすだらけの赤ら顏にコンプレックスを抱いており、芙蓉、いとこたちの来訪のためにとっておいた水色の新しい服と同じ色の服を着ているのを見て、ショックを受ける。いとこたちが自分よりも年下の歳の芙蓉に振り回されるのを見ていらいらしていた。ところが、芙蓉が無雑作に自分の登っていた木に登ろうとするのを見て、注意をしようとして落下し、その自分を心配する芙蓉の姿を見て、彼女への認識を少し改める。その翌日、芙蓉がベッドで泣いている姿を目撃する。
芙蓉（ふよう）
この物語の真の意味での主人公。14歳。勝ち気で我が儘な性格であるが、感性の鋭いところがあり、るかから亡き母親の部屋をあてがわれて複雑な反応をする。兄の勉から、荘園は野イバラの繁る怖いところだと教えられていたからだが、実際に来てみると、花も木も果物も多く、素敵なところだとるかに語った。いとこたちのゲームで、荘園の当主であるるかにキスをしようとし、そのことが上述の、芙蓉の一人東京に帰るという日のくじの場面に繋がっている。るかの登っている木に自分も登ろうとし、その木には毛虫の巣があるとるかは注意しようとしたが、芙蓉は毛虫を手でつかみ、はぐれたのなら、みんなのところへおかえりなさいと言っていた。
作者曰く、登場人物に木へんや草かんむりの名前をつけるのが好きであるとのこと。「芙蓉」の名前もそこから来ている。また、矢野敬子によると、芙蓉のキャラクターは『雨の音がきこえる』の最初に登場する茅明子の発展形態であり、同じように主人公をみごとに食ってしまっている、ということである。
勉（べん）
芙蓉の兄で、るかのいとこの一人で、思い人。るかに、荘園を守ってくれたるかの母親に感謝しなければといつも思う、と語っていた。表面上はるかのことを気づかっているが、実は妹の芙蓉に懸想していた。
煎（せん）
るかのいとこの一人で、父親が医者である。幼少時に缶蹴りをやった歳に、るかのみが見つからずに周囲から心配されたことがあるが、その際に、ぶどう棚の上にへばりつき、なおも缶蹴りを続けようとしているるかの姿を見て以来、彼女のことをひそかに恋している。
ゆき
るかのいとこの一人で、眼鏡をかけている。煎と芙蓉が一緒にいるところを見て、ただのあそびと指摘し、本当に芙蓉の好きな人が別にいると言い、彼女を脅迫していつわりのキスをさせる。煎の思いと同じ位、芙蓉が好きだと語っていた。
さとし
るかのいとこの一人。

## 補足
- 二人の主人公、るかと芙蓉のどちらに作者が似ているかというインタビューには、作者はどちらとも言えないと答えている[3]。また。るかも芙蓉も自分の性格から濾過されたキャラクターであり、ひがっみやすいところは芙蓉に似ているのではないか、とも語っている[5]。

## 同時収録作品

### 夏の夜の夢
『月刊ティーニー』（婦人生活社）1974年8月号に掲載。
ウィリアム・シェークスピアの同名の戯曲を題材とした、2色刷りのイラストストーリーで、正確には漫画ではない。

### 春休み
『週刊少女コミック』（小学館）春の増刊号1973年4月10日号フラワーコミックに掲載。
作家志望の少女、そよぎはこの春から大学生になろうという春休み、作家の吉野尾の軽井沢の別荘で、新人賞応募作品の指導を受けることになった。二日間山道をさまよったあげく、吉野尾の家を見つけたそよぎだが、そこに独身であるはずの吉野尾に、息子で女性と見紛うばかりの美青年、葉（よう）がいた。財産を蕩尽した結果、貧困の中で暮らし、母親をなくして天外孤独となっていたそよぎは、書生として吉野尾のところで働く気満々であったが、吉野尾はそんなそよぎに、情緒学習と健康回復を命じ、息子の葉とともに一日2時間は森のむこうの湖で、葉と一緒に過ごすことを命じる。葉は男性研究の題材として自分を使用してもよいと語り、自分は吉野尾の実の息子ではなく、再婚相手の連れ子だと語った。プレイボーイ風の葉に反発する一方で、そよぎは自分の部屋の前で人しれず涙を流す吉野尾の姿に惹かれていく。そんなとき、そよぎと遊ぼうとした吉野尾が倒れ、葉はそよぎの吉野尾への気持ちを逸らそうと、アフロディテという義父の小説のモデルとなった女性を招待する。

### いちごの庭
『別冊少女フレンド』（講談社）1972年6月号に掲載。
イワン・ツルゲーネフの『初恋 (ツルゲーネフ)』の漫画化作品。

### わがソドムへどうぞ
『別冊セブンティーン』（集英社）1974年1月号に掲載。
ミッキー・セイラが一日だけ転入したテスタメント学園では高校・大学一貫制の学校で、高校では3年の上級生が下級生を監督していた。転入早々にミッキーは2年生のダヴィー・エルエルという生徒を自分が過去に同じく一日だけ転入していた隣の席の生徒、キリーと見間違えてしまい、そのためダヴィーは生徒会のデスデモンから制裁を受けてしまう。ミッキーにかかわらぬようにしていたダヴィーだったが、デスデモンのアプローチになびかなかったため、一人きりのままで、くしゃみばかりしているミッキーの姿に心を動かされ、思わず声をかけてしまう。ミッキーは伝導師の娘で、国々をめぐり歩く職業のため、その地の学校に一日しかいられないことも多いと知り、気の毒に思ったダヴィーはクラスのみんなにミッキーと会話をする機会を与えるが、デスデモンの怒りを買ってしまう。

### 禁じられた遊び
『週刊セブンティーン』（集英社）1971年30号に掲載。映画『禁じられた遊び』の漫画化作品。

## 単行本
- 『野イバラ荘園』朝日ソノラマ、サンコミックス（1975年9月20日刊）
  - 収録作品 -『野イバラ荘園』・『夏の夜の夢』・『春休み』・『いちごの庭』・『わがソドムへどうぞ』・『禁じられた遊び』
- 『大島弓子名作集』朝日ソノラマ（1977年5月25日刊）
  - 収録作品 -『夏の夜の夢』・『野イバラ荘園』・『ほたるの泉』・『海にいるのは…』・『花・花!ピーピー草…花!』・『ほうせんか・ぱん』・『キララ星人応答せよ』・『すべて緑になる日まで』・『ユーミン』・『ジョカへ……』・『ミモザ館でつかまえて』
- 『大島弓子選集第3巻  ジョカへ』 朝日ソノラマ（1986年3月20日刊）
  - 収録作品 -『春休み』・『ジョカへ…』・『花!花!ピーピー草････花!』・『野イバラ荘園』・『季節風にのって』・『ロジオン ロマーヌイチ ラスコリーニコフ』・『キララ星人応答せよ』
- 『大島弓子が選んだ大島弓子選集 1 ミモザ館でつかまえて』メディアファクトリー、MFコミックス（2008年9月18日刊）
  - 収録作品 -『ミモザ館でつかまえて』・『野イバラ荘園』・『F式蘭丸』・『全て緑になる日まで』・『夏のおわりのト短調』・『草冠の姫』・『たそがれは逢魔の時間』・短編小説『近未来オリンピック』